# Deborah Scholz
Deborah Scholz (* 9. Februar 2000 in Lichtenstein) ist eine deutsche Volleyballspielerin.

## Karriere
Deborah Scholz begann ihre Karriere 2011 beim SSV Fortschritt Lichtenstein. Ab 2014 wurde sie beim Nachwuchsteam VC Olympia Dresden ausgebildet. Mit der Mannschaft spielte sie in der Zweiten Liga Süd. Von 2017 bis 2019 hatte die Diagonalangreiferin außerdem ein Doppelspielrecht für die Bundesliga-Mannschaft des Dresdner SC. 2019 wechselte sie zum Bundesligisten SC Potsdam. Nachdem die laufende Saison aufgrund der weltweiten COVID-19-Pandemie von der Deutschen Volleyball-Bundesliga am 12. März 2020, vor dem letzten Spieltag der Hauptrunde, für beendet erklärt worden war, entschied sich Deborah Scholz dazu, ihren Vertrag beim SC Potsdam nicht zu verlängern und ihren Fokus auf ihr Studium zu legen. In der Saison 2020/21 spielte sie beim Zweitligisten VV Grimma.